# Кайл (Техас)
Кайл (англ. Kyle) — місто (англ. city) в США, в окрузі Гейс штату Техас. Населення — 45 697 осіб (2020).

## Географія
Кайл розташований за координатами 30°0′8″ пн. ш. 97°51′49″ зх. д. / 30.00222° пн. ш. 97.86361° зх. д. (30.002102, -97.863669).  За даними Бюро перепису населення США в 2010 році місто мало площу 49,96 км², з яких 49,43 км² — суходіл та 0,53 км² — водойми. В 2017 році площа становила 79,25 км², з яких 78,72 км² — суходіл та 0,54 км² — водойми.

## Демографія
Згідно з переписом 2010 року, у місті мешкало 28 016 осіб у 8759 домогосподарствах у складі 6905 родин. Густота населення становила 561 особа/км².  Було 9226 помешкань (185/км²).
Расовий склад населення:
| - 74,5 % — білих - 5,6 % — чорних або афроамериканців - 1,1 % — азіатів - 0,8 % — корінних американців - 14,3 % — осіб інших рас |

До двох чи більше рас належало 3,6 %. Частка іспаномовних становила 46,3 % від усіх жителів.
За віковим діапазоном населення розподілялося таким чином: 33,7 % — особи молодші 18 років, 62,1 % — особи у віці 18—64 років, 4,2 % — особи у віці 65 років та старші. Медіана віку мешканця становила 30,2 року. На 100 осіб жіночої статі у місті припадало 99,0 чоловіків;  на 100 жінок у віці від 18 років та старших — 96,0 чоловіків також старших 18 років.
Середній дохід на одне домашнє господарство  становив 79 621 долар США (медіана — 72 746), а середній дохід на одну сім'ю — 83 152 долари (медіана — 79 299). Медіана доходів становила 50 564 долари для чоловіків та 38 058 доларів для жінок. За межею бідності перебувало 6,0 % осіб, у тому числі 6,9 % дітей у віці до 18 років та 5,6 % осіб у віці 65 років та старших.
Цивільне працевлаштоване населення становило 15 824 особи. Основні галузі зайнятості: освіта, охорона здоров'я та соціальна допомога — 25,1 %, роздрібна торгівля — 13,3 %, науковці, спеціалісти, менеджери — 10,6 %.